# Coupe du Monde Cycliste Féminine de Montréal 2009
La Coupe du Monde Cycliste Féminine de Montréal 2009, dodicesima edizione della corsa, valevole come sesta gara della Coppa del mondo di ciclismo su strada femminile 2009, si disputò il 30 maggio 2009 su un percorso di 110,7 km. Fu vinta dalla britannica Emma Pooley.

## Percorso
La gara consisteva in dieci giri di un circuito di 10,6 km interamente nella città di Montréal.

## Squadre e partecipanti
| N.      | Cod. | Squadra                  |
| ------- | ---- | ------------------------ |
| 1-6     | CWT  | Cervélo TestTeam Women   |
| 11-16   | NUR  | Nürnberger Versicherung  |
| 21-26   | TCW  | Team Columbia Women      |
| 31-34   | LBL  | Lotto-Belisol Ladiesteam |
| 41-46   | MSI  | Selle Italia Ghezzi      |
| 51-55   | MTW  | Team MTN Energade        |
| 61-64   | TUE  | Team Uniqa-Elk           |
| 71-76   | GAU  | ESGL 93-GSD Gestion      |
| 82-86   | HPU  | Team Hitec Products-UCK  |
| 91-96   | GER  | Nazionale tedesca        |
| 101-106 | AUS  | Nazionale australiana    |

| N.      | Cod. | Squadra                  |
| ------- | ---- | ------------------------ |
| 111-114 | SWE  | Nazionale svedese        |
| 121-126 | CAN  | Nazionale canadese       |
| 131-136 | MEX  | Nazionale messicana      |
| 151-156 | COL  | Colavita Sutter Homes    |
| 161-166 | TIB  | Team TIBCO               |
| 171-176 | WEB  | Webcor Builders          |
| 181-186 |      | Specialized Mazda Samson |
| 191-194 |      | Cascades-ABC Cycles      |
| 201-205 |      | Quebec                   |
| 211-215 |      | Team Ultralink           |

## Ordine d'arrivo (Top 10)
| Pos. | Corridore          | Squadra      | Tempo    |
| ---- | ------------------ | ------------ | -------- |
| 1    | Emma Pooley        | Cervélo      | 3h09'09" |
| 2    | Emma Johansson     | Svezia       | a 1'14"  |
| 3    | Trixi Worrack      | Nürnberger   | s.t.     |
| 4    | Ruth Corsett       | Australia    | s.t.     |
| 5    | Regina Bruins      | Cervélo      | s.t.     |
| 6    | Catherine Cheatley | Colavita     | s.t.     |
| 7    | Tiffany Cromwell   | Colavita     | a 1'18"  |
| 8    | Erinne Willock     | Webcor Buil. | a 1'21"  |
| 9    | Carla Ryan         | Cervélo      | a 1'24"  |
| 10   | Amber Neben        | Nürnberger   | a 1'25"  |

## Punteggi UCI
| Pos. | Corridore          | Squadra      | Punti |
| ---- | ------------------ | ------------ | ----- |
| 1    | Emma Pooley        | Cervélo      | 75    |
| 2    | Emma Johansson     | Svezia       | 50    |
| 3    | Trixi Worrack      | Nürnberger   | 35    |
| 4    | Ruth Corsett       | Australia    | 30    |
| 5    | Regina Bruins      | Cervélo      | 27    |
| 6    | Catherine Cheatley | Colavita     | 24    |
| 7    | Tiffany Cromwell   | Colavita     | 21    |
| 8    | Erinne Willock     | Webcor Buil. | 18    |
| 9    | Carla Ryan         | Cervélo      | 15    |
| 10   | Amber Neben        | Nürnberger   | 11    |
| 11   | Mara Abbott        | Columbia     | 10    |
| 12   | Tina Pic           | Colavita     | 9     |
| 13   | Nikki Butterfield  | Webcor Buil. | 8     |
| 14   | Joanne Kiesanowski | TIBCO        | 7     |
| 15   | Giuseppina Grassi  | Messico      | 6     |
| 16   | Joëlle Numainville | ESGL93-GSD   | 5     |
| 17   | Amy Dombroski      | Webcor Buil. | 4     |
| 18   | Carla Swart        | MTN Energade | 3     |
| 19   | Alexis Rhodes      | Webcor Buil. | 2     |
| 20   | Heather Logan      | Webcor Buil. | 1     |

| Pos. | Squadra                        | Punti |
| ---- | ------------------------------ | ----- |
| 1    | Cervélo TestTeam Women         | 117   |
| 2    | Colavita Sutter Home           | 54    |
| 3    | Nazionale svedese              | 50    |
| 4    | Equipe Nürnberger Versicherung | 46    |
| 5    | Webcor Builders                | 33    |
| 6    | Nazionale australiana          | 30    |
| 7    | Team Columbia Women            | 10    |
| 8    | Team TIBCO                     | 7     |
| 9    | Nazionale messicana            | 6     |
| 10   | ESGL93-GSD Gestion             | 5     |
| 11   | Team MTN Energade              | 3     |